# Joseph Nicolas Nicollet

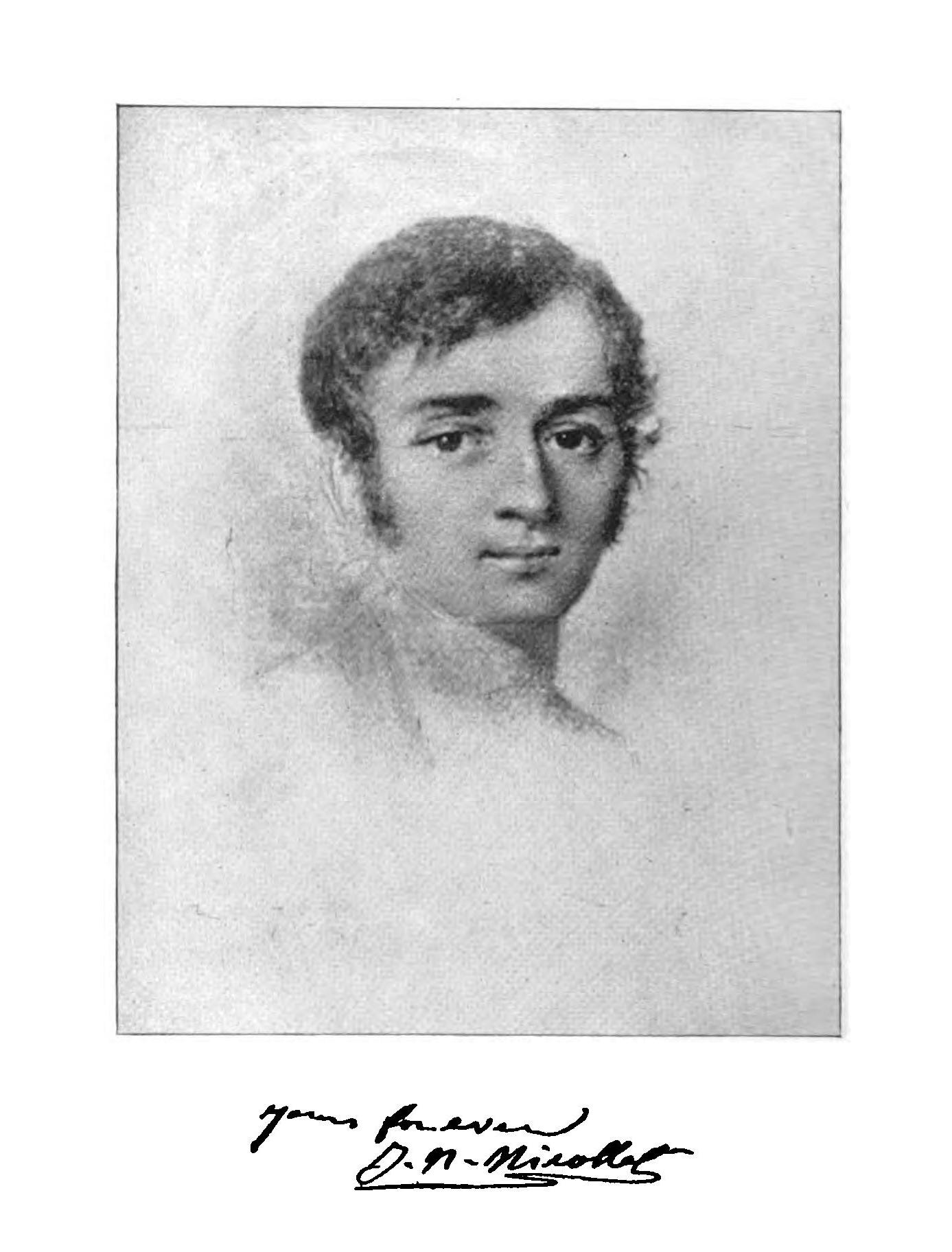
Bildnis von Joseph Nicollet

Joseph Nicolas Nicollet, auch als Jean-Nicolas Nicollet bekannt (* 24. Juli 1786 in Cluses, Frankreich; † 11. September 1843 in Washington, D.C.), war ein französischer Mathematiker und Geograph.

## Leben
Ab 1817 arbeitet Nicollet an der Pariser Sternwarte unter Pierre-Simon Laplace. Später wurde er Professor für Mathematik am Collège Louis-le-Grand. 1832 emigrierte Nicollet in die USA.
Er leitete drei Expeditionen zur Erkundung des Oberen Mississippi. 1839 ging er nach Washington, wo er erkrankte und starb. 1843 wurde seine Map of the Hydrographical Basin of the Upper Mississippi veröffentlicht.
Im Dezember 1826 wurde er zum auswärtigen korrespondierenden Mitglied der Académie royale de Bruxelles gewählt. Das Nicollet County im US-Bundesstaat Minnesota und der Mondkrater Nicollet sind nach ihm benannt.

## Literatur

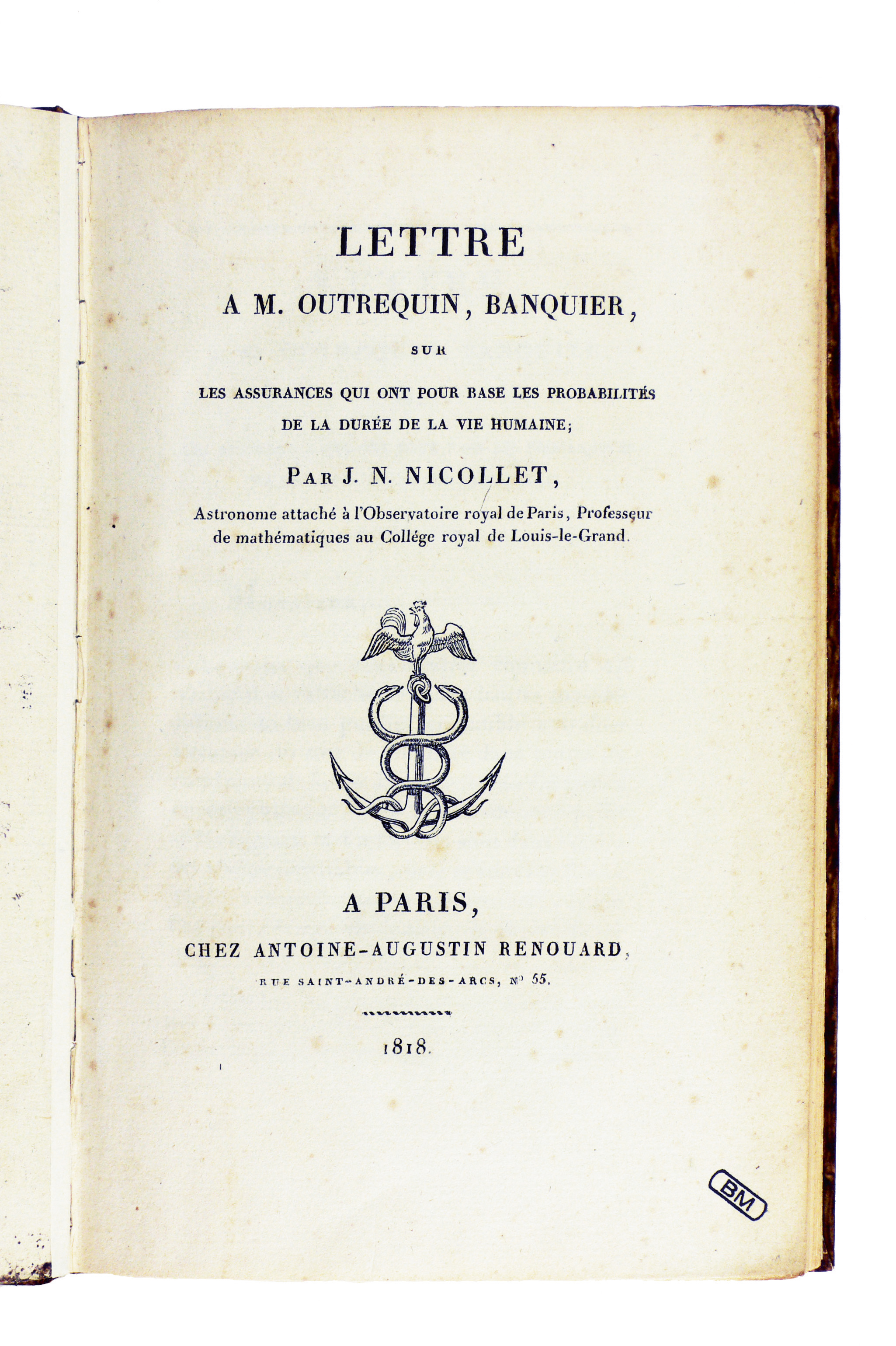
Lettre sur les assurances, 1818